# Semi Radradra
Semi Radradra (Suva, 13 juni 1992) is een Fijisch rugbyspeler.

## Carrière
Radradra won met de ploeg van Fiji tijdens de Olympische Zomerspelen van Tokio de gouden medaille. Radradra scoorde een try in de halve finale tegen Argentinië.
Radradra nam met het het vijftiental van Fiji deel aan de wereldkampioenschappen 2019 eindigde als derde in poule D.

## Erelijst

### Rugby Seven
- Olympische Zomerspelen:  2021

### Rugby Union
- Wereldkampioenschap rugby 3e poulefase 2019